# Газыев, Ариф Шамиль оглы
 Ариф Газыев  (1 февраля 1937, Ереван — 3 сентября 2021, Баку) — известный живописец и скульптор, преподаватель Азербайджанской государственной академии художеств. Народный художник Азербайджана (2018).

## Жизнь и деятельность
Ариф Газыев родился 2 января 1937 года в Ереване. Окончил Бакинское художественное училище имени Азима Азимзаде и Московский художественный институт имени В. И. Сурикова (1965 г.). Через некоторое время после получения образования начал работать преподавателем в Азербайджанском художественном университете.

## Творчество
Является автором произведений созданных в различных жанрах и тематиках таких как «Бабек», «Бюст Х. Джавида» (дом-музей Х. Джавида в Нахичеване), «Гырат нас ждёт», «Кавказские орлы», «Война», «Живая гала», «Ужас», « Холодн», «Два бумеранга» и др. С 1957 года участник республиканских, всесоюзных и международных выставок. Его работы находятся в различных музеях («Бакылы гыз», «Мохаммед Насиреддин Туси» — Азербайджанском государственном художественном музее им. Р. Мустафаева, «Тарла гёзяли» — Музей Востока (Москва) и др.), а также в частных коллекции в США, Германии, Австрии и Турции.

## Награды
- Почетное звание Заслуженного художника Азербайджана — 2002.
- Почетное звание Народного художника Азербайджана — 27 мая 2018 года[3].

## Семья
Жена — Фирангиз ханум Аббас кызы родилась в 1944 году в Баку. Их дети Эмин и Самир — скульпторы, а Илаха — художник-дизайнер, они женаты.
Ариф Газыев скончался 3 сентября 2021 года в возрасте 84 лет.